# 상일중학교 축구부
상일중학교 축구부는 광주광역시에 위치한 상일중학교의 축구부이다. 

## 같이 보기
- 상일중학교